# Robert Schwentke
Robert Schwentke (n. 15 februarie 1968, Stuttgart, Germania) este un regizor de film și scenarist german.

## Filmografie

### Film
| An   | Titlu                           | Regizor | Scenarist |
| ---- | ------------------------------- | ------- | --------- |
| 1993 | Heaven!                         | Da      | Da        |
| 2002 | Tattoo                          | Da      | Da        |
| 2003 | Eierdiebe                       | Da      | Da        |
| 2005 | Flightplan                      | Da      | Nu        |
| 2009 | The Time Traveler's Wife        | Da      | Nu        |
| 2010 | Red                             | Da      | Nu        |
| 2013 | R.I.P.D.                        | Da      | Nu        |
| 2015 | The Divergent Series: Insurgent | Da      | Nu        |
| 2016 | The Divergent Series: Allegiant | Da      | Nu        |
| 2017 | Căpitanul                       | Da      | Da        |
| 2021 | Snake Eyes                      | Da      | Nu        |

### Televiziune
| An        | Titlu     | Regizor | Scenarist | Note                                                  |
| --------- | --------- | ------- | --------- | ----------------------------------------------------- |
| 1998-2001 | Tatort    | Nu      | Da        | Episoadele "Bildersturm", "Drei Affen", "Mördergrube" |
| 2009      | Lie to Me | Da      | Nu        | Episodul "Pilot"                                      |